# Euripigiformes
Els euripigiformes (Eurypygiformes) són un ordre d'ocells creat en 2008 per Hackett i col, partint de dues famílies que fins eixe moment es classificaven a l'ordre dels gruïformes (Gruiformes).

## Famílies,gèneresiespècies
Segons la classificació del Congrés Ornitològic Internacional (versió 2.2, 2009) :
- Família Eurypygidae
  - Gènere Eurypyga
    - Eurypyga helias – Ocell sol
- Família Rhynochetidae
  - Gènere Rhynochetos
    - Rhynochetos jubatus – Kagú
    - Rhynochetos orarius – Kagú de les terres baixes (extint)[2]